# Operatie Reagan

De ligging van Cyprus in de Middellandse Zee.

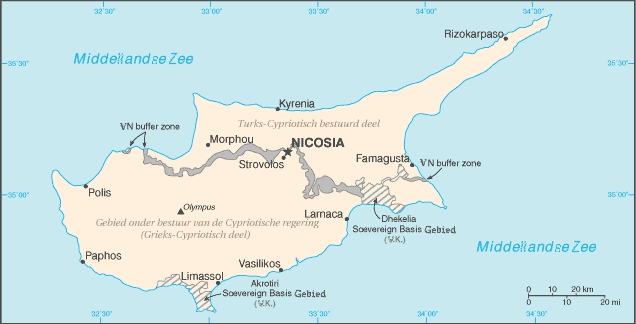
Een overzichtskaart van Cyprus.

Operatie Reagan is een spionageroman van auteur Gérard de Villiers en is het 66e deel uit de S.A.S.-reeks met als protagonist de Oostenrijkse prins en freelance CIA-agent Malko Linge.

## Het verhaal
De CIA ontdekt dat een terrorist het plan heeft opgevat om de Amerikaanse president Ronald Reagan te vermoorden. De CIA zet een infiltratie-operatie op touw onder de codenaam “Armageddon” om deze aanslag te verijdelen. De infiltrant en zijn contactpersoon bij de CIA komen echter door pistoolschoten om het leven op het eiland Cyprus afgevuurd door een commandoteam. Hierbij laat ook een commandolid het leven en de CIA weet het gebruikte wapen, een 9-mm Browning, te bemachtigen.
Na analyse van het wapen blijkt deze deel uit te maken van een Zwitserse wapencollectie in het bezit van een excentrieke Zwitser.
De president van de Verenigde Staten geeft de opdracht dat alles in het werk dient te worden gesteld om de terrorist op te sporen en aldus de aanslag te voorkomen.
De CIA zendt Malko voor nader onderzoek naar Cyprus.

## Personages
- Malko Linge, een Oostenrijkse prins en CIA-agent;
- Richard Corcoran;
- Ira Cornfeld, een Zwitserse schone;